# Aage Hansen
Aage Kristian Hansen, född 3 september 1894, död 15 mars 1983, var en dansk lingvist.
Aage Hansen blev filosofie doktor i Köpenhamn 1927. Han var från 1918 anställd vid redaktionen för Ordbog over det danske Sprog och lade ned ett stort arbete å detta verk men utgav även ett flertal värdefulla undersökningar i dansk språkhistoria och språkteori, bland annat Bestemt og ubestemt Substantiv (1927), Sætningen og dens led i møderne dansk (1933) och Stødet i dansk (1943).